# Cape Air

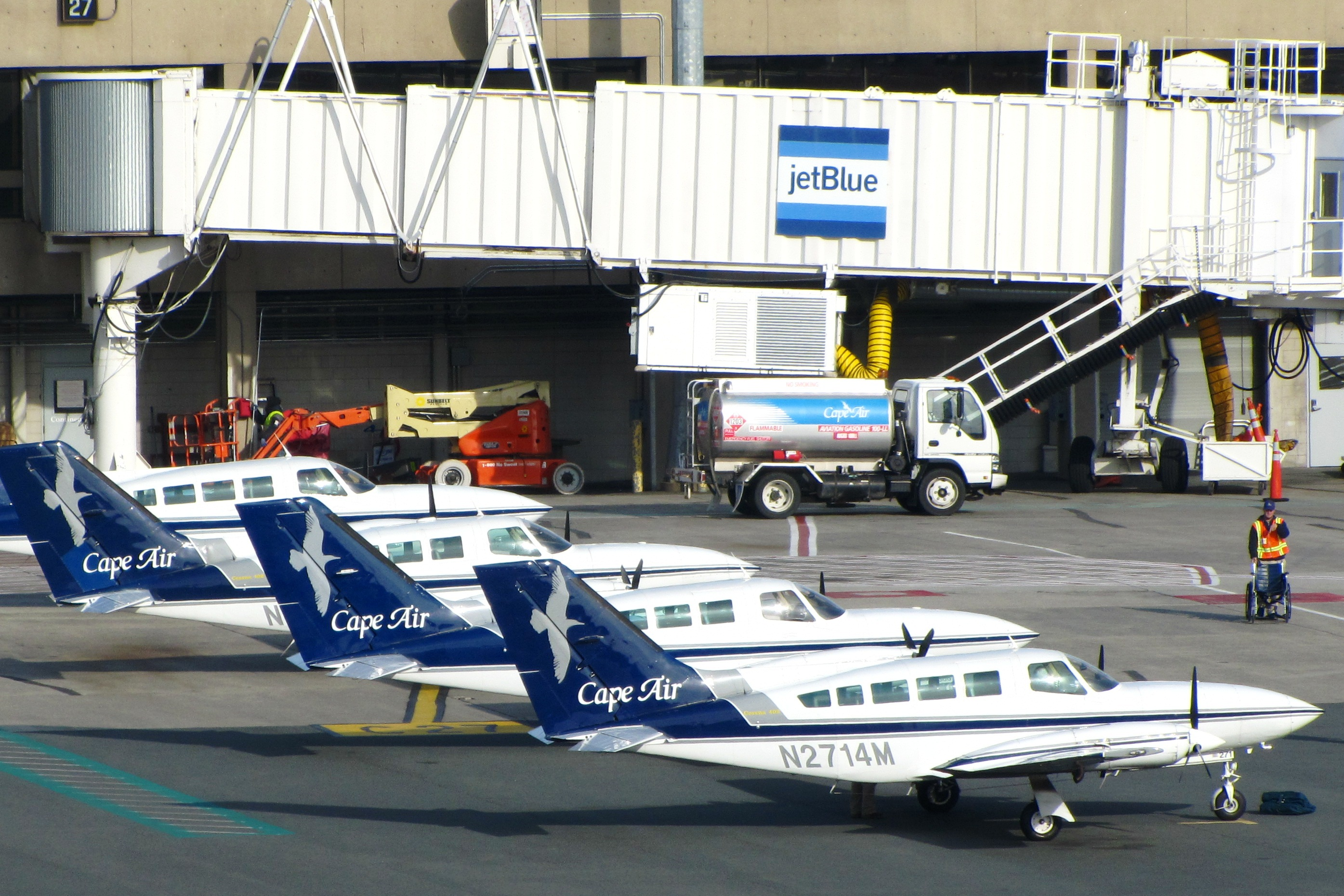
Cape Air

Cape Air (Code AITA : 9K ; code OACI : KAP) est une compagnie aérienne américaine basée à l'aéroport municipal de Barnstable, à Barnstable au Massachusetts. Elle exploite des vols réguliers de passagers dans le nord-est des États-Unis, les Caraïbes, le Midwest américain, le nord-ouest américain ainsi qu'en Micronésie. Les vols en Micronésie sont exploités pour le compte de United Express. Elle est la compagnie-sœur de Nantucket Airlines.

## Histoire
Premier vol entre Boston et Provincetown en 1989 — Premier vol en Micronésie en 2004.

## Destinations
La compagnie dessert la Nouvelle-Angleterre, le cap Cod, les Keys en Floride, les îles Mariannes à partir de Guam ainsi que Porto Rico et les îles Vierges américaines.

## Flotte
La flotte de Cape Air est composée des appareils suivants en 2024:
| Appareils               | En service | Commandes | Passagers                                               | Notes                          |
| ----------------------- | ---------- | --------- | ------------------------------------------------------- | ------------------------------ |
| Britten-Norman Islander | 4          | 0         | 9                                                       |                                |
| Cessna 402              | 64         | 0         | 8 (+1 dans le siège du copilote s'il n'est pas utilisé) |                                |
| Eviation Alice          | 0          | 75        | 9                                                       |                                |
| Tecnam P2012 Traveller  | 30         | 70        | 9                                                       | En remplacement des Cessna 402 |

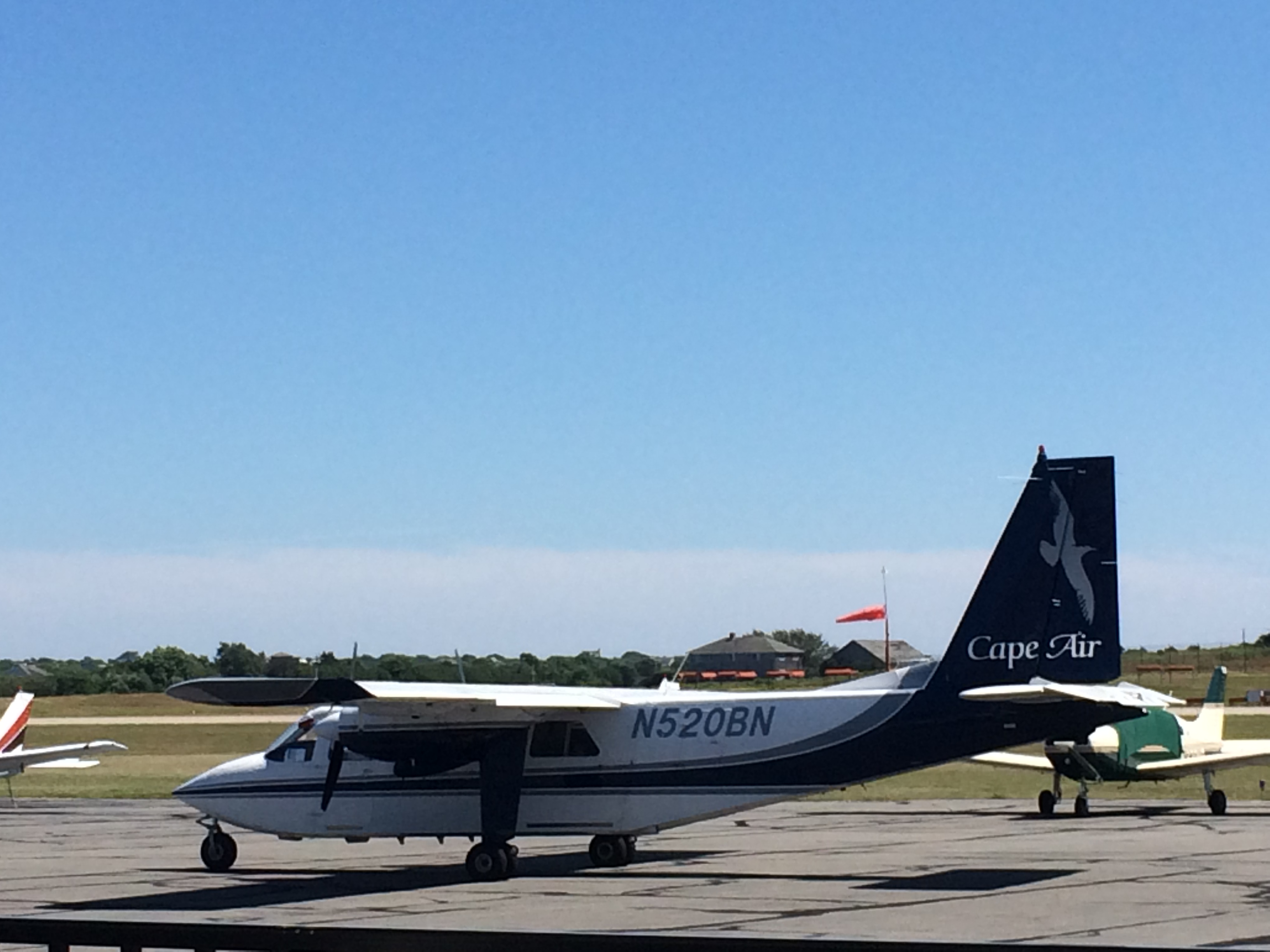
Britten-Norman Islander
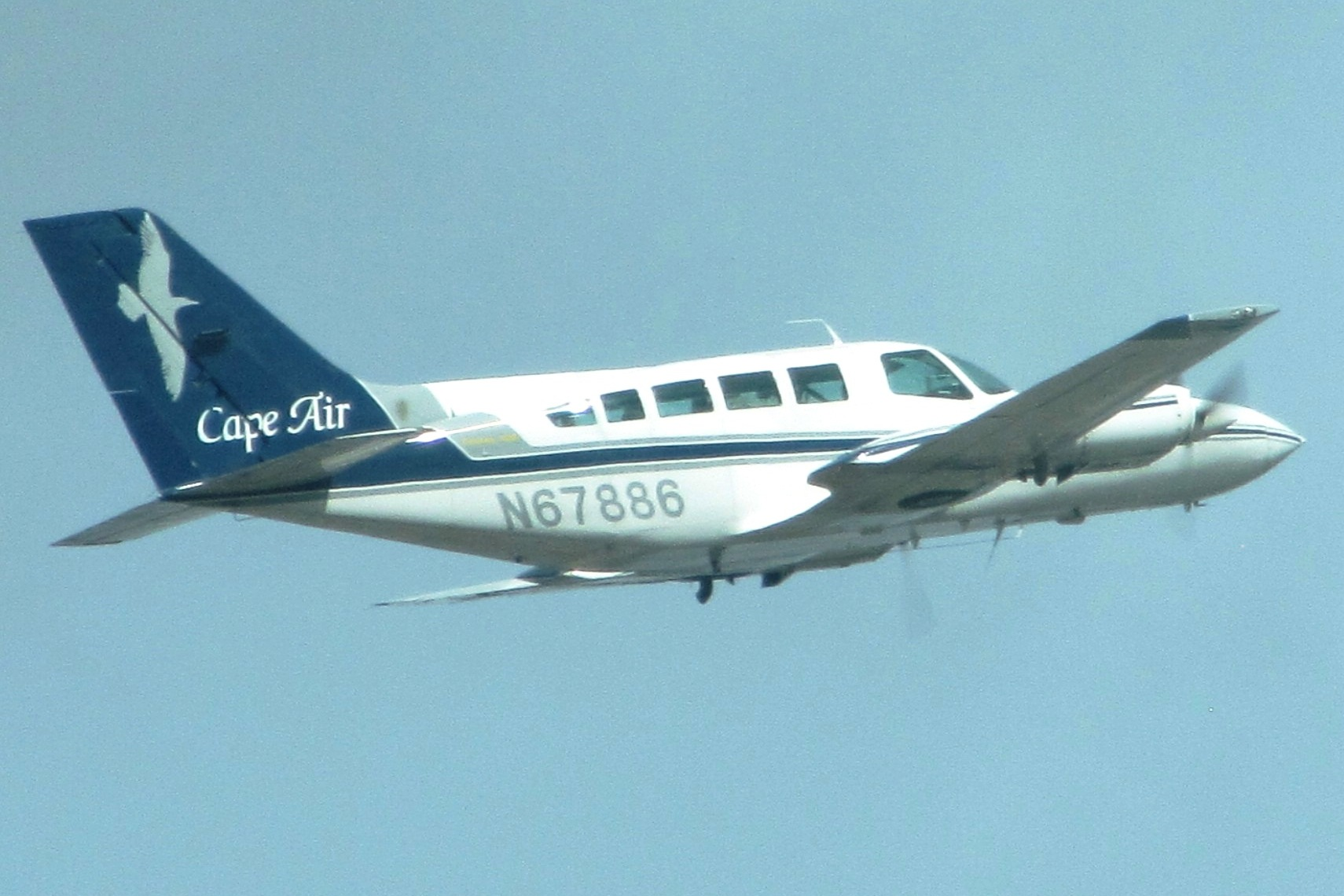
Cessna 402
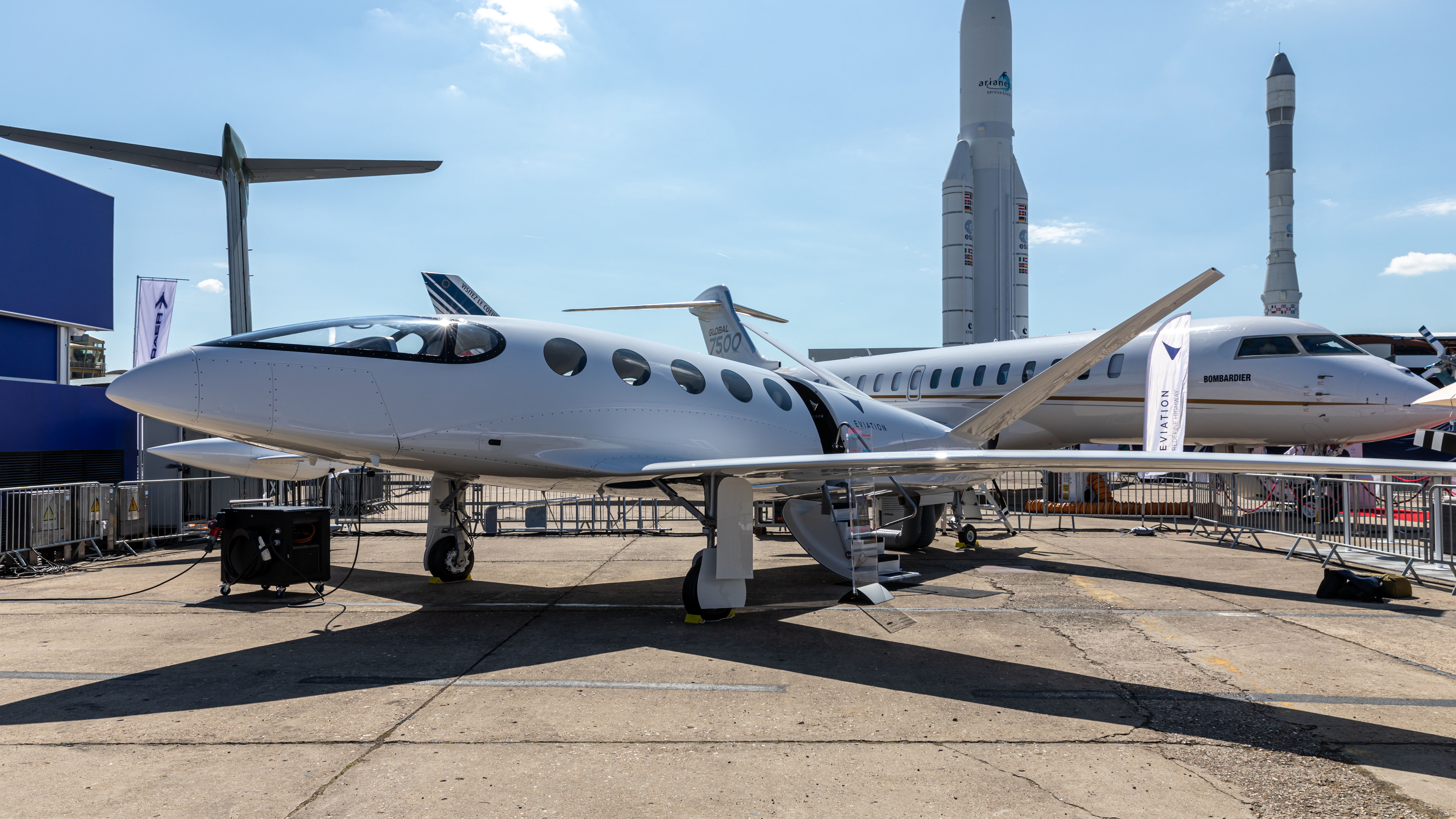
Eviation Alice
Tecnam P2012 Traveller